# East Yorkshire Borough of Beverley
East Yorkshire Borough of Beverley var ett distrikt i Humberside i England. Distriktet hade 113 600 invånare år 1992. Distriktet upprättades den 1 april 1974 genom att borough Beverley, stadsdistriktet Haltemprice slogs ihop med landsdistriktet Beverley. Det avskaffades 1 april 1996 och blev en del av East Riding of Yorkshire.